# Кутин, Денис Сергеевич
Дени́с Серге́евич Ку́тин (род. 5 октября 1993, Гамбург) — российский футболист, защитник клуба «Уфа».

## Карьера
Родился в Гамбурге, куда его родители переехали по семейным обстоятельствам. Когда Кутину исполнилось 5 лет, семья вернулась в Саратов. Начал заниматься футболом в 6 лет в школе местного «Сокола». На одном из турниров в 2005 году его заметили тренеры Академии футбола имени Юрия Коноплёва, и молодой защитник переехал в Тольятти. В 2009 году тренеру из академии Александру Боброву предложили работу в Москве, вместе с ним Кутин перешёл в клуб «Чертаново». По окончании школы в 2010 году подписал трёхлетний контракт с московским «Спартаком», где стабильно выступал сначала за молодёжную команду, а затем за фарм-клуб «Спартак-2».
5 сентября 2014 года участвовал в матче открытия стадиона «Спартака» — «Открытие Арена». Под руководством Мурата Якина «Спартак» сыграл вничью (1:1) с сербской командой «Црвена Звезда». В этом матче вышел на замену.
В чемпионате России дебютировал 30 ноября 2014 года в матче с московским «Локомотивом» (0:1).
27 июня 2017 года был отдан в аренду до 30 июня 2018 в клуб «Тосно». Дебютировал 15 июля в 1-м туре чемпионата России против «Уфы» (0:1). После окончания аренды покинул и «Тосно», и «Спартак» и стал свободным агентом и оставался без клуба до 25 августа 2018, когда перешёл в клуб ФНЛ «Армавир».

## Достижения
«Спартак» (Москва)
- Чемпион России: 2016/17
- Победитель молодёжного первенства России: 2012/13

«Спартак-2» (Москва)
- Победитель зоны «Запад» Первенства ПФЛ: 2014/15

«Тосно»
- Обладатель Кубка России: 2017/18